# 小行星9316
小行星9316（英語：9316 Rhamnus）是一颗围绕太阳公转的小行星。1988年8月12日，艾瑞克·怀特·埃尔斯特在上普罗旺斯发现了此天体。
这颗小行星的绝对星等为205.0523009950635等。